# Čekovnik
Čekovnik este o localitate din comuna Idrija, Slovenia, cu o populație de 144 de locuitori.